# Cmentarz św. Franciszka w Łodzi
Cmentarz rzymskokatolicki św. Franciszka w Łodzi – starszy z dwóch chojeńskich cmentarzy (drugim jest cmentarz św. Wojciecha przy ul. Kurczaki), założony w latach 80. XIX wieku, w związku z likwidacją dotychczasowej nekropolii przy kościele św. Wojciecha. Znajduje się między obecnymi ulicami: Komorniki, Kominową, Chóralną i Rzgowską.
Jedynym wejściem na teren nekropolii jest brama znajdująca się przy ulicy Rzgowskiej 156/158.
Na terenie nekropolii zachowały się liczne nagrobki z okresu międzywojennego, pojedyncze z początku XX wieku oraz wzniesiona w 1928 kaplica cmentarna. Najstarsze zachowane nagrobki pochodzą z 1897 roku.
W okresie okupacji niemieckiej Łodzi podczas II wojny światowej, od 1 czerwca 1942 do 19 stycznia 1945 r., był jednym z dwóch cmentarzy (obok pobliskiego cmentarza przy ul. Kurczaki), na którym mogli być chowani wyłącznie Polacy.

## Niektóre osoby pochowane w cmentarzu św. Franciszka
Wśród pochowanych są m.in.:
- Lucyna Fagasiewicz (1920–2003), botanik[2];
- Anna Góralska (1946–2006), historyk literatury polskiej;
- Franciszek Heliński (1901–1965), działacz spółdzielczy[3];
- Wiesław Jażdżyński (1920–1998), pisarz;
- Antoni Kierpal (1898–1960), malarz;
- Stanisław Liszewski (1940–2016), geograf[4];
- Hieronim Przybył (1929–2002), reżyser filmowy[5];
- Antoni Sobczyński (1888-1959), ksiądz, wykładowca, poseł na Sejm z ramienia ZLN;
- Czesław Świrta (1925–2008), operator filmowy[6].